# 石山愛子
石山 愛子（いしやま あいこ、1975年10月15日‐）は、日本のフリーアナウンサー。

## 来歴
北星学園女子中学高等学校（高等部課程）を経て北星学園女子短期大学（現北星学園大学短期大学部）を卒業後、1996年に北海道放送（HBC）入社。2001年10月で退社し上京、トップコートに入社。その後、2010年にトップコートを退社。しばらくの間、芸能事務所に所属していなかったが、2011年8月15日にセント・フォース所属となることを発表。
現在は、主にサッカー、競馬を中心としたスポーツ系の番組に加え、生活情報番組にも出演している。2003～2014年までJリーグアウォーズの司会をジョン・カビラ（2011年・2012年は山本浩）と共に務めていた。
2019年10月22日に結婚していたことを発表した。

## 人物
- 趣味は、温泉巡り、スポーツ観戦（特にサッカー）、ゴルフ[5]、ランニング[6]。特技は料理、蟹の殻むき。
- 北海道時代からの付き合いだという[7]元札幌テレビの中島静佳、『はなまるマーケット』で共演していた吉田玲奈、『中央競馬中継EAST』で共演していた山本潤と特に仲が良く、お互いの誕生日を祝ったり[8]、一緒にゴルフやランニングをしている。
- 憧れの人は女優の石田ゆり子。髪型を真似たこともあった[9]。
- ショートカットが似合うと言われることが多い[7][10]。本人も身長とのバランスがいいと思っており[11]、ずっとショートカットにしていた。2014年7月頃から髪を伸ばし始めて学生時代以来[12]約20年ぶりにロングヘアになったが、2016年7月に髪を30cm近くバッサリ切ってショートカットに戻った[13]。

## 現在の担当番組
- 買いテキ!通販ツウ（TBSテレビ）

## 過去の担当番組

### フリー転向後
- 速報Jリーグ（NHK BS1）
- 元気一番・健康道場（NHK BS2）→お元気ですか日本列島〜ハツラツ道場〜（NHK総合）
- 私のガーデニング（NHK BS2）
- BSファン倶楽部（NHK BS1、NHK BS2、NHK BShi）
- エクスプレス→おはよう!グッデイ（TBSテレビ）
- 筋肉番付（TBSテレビ）
- はなまるマーケット リポーター（TBSテレビ）
- レディス4（テレビ東京）
- 競馬beat（関西テレビ放送制作分）
- 中央競馬中継EAST（グリーンチャンネル、土曜午前の部）
「競馬beat」起用のため降板。
- テレビヒキダス（イーピー放送）
- ラジオふるさと便（文化放送）
- 2006 FIFAワールドカップドイツ大会 民放ラジオ実況中継（日本戦のみ）進行役

### 北海道放送（HBC）時代
- スポーツギア
- お天気クジラ朝ごはん
- 週末ナビゲーション
- 本日発売!山崎図鑑
- WE!テレポート6
- 朝5時!早起き応援団
- あいこ・あっこのおしゃべりティーアップ（ラジオ）
- ぽっぷん王国（ラジオ）

## CM
- 野村證券（2003年11月13日 - ）
- NTT DoCoMo北海道（2004年2月20日 - ）
- 明治乳業「ヴァーム」（マラソン中継篇）
- ジャパンロイヤルゼリー
- アース製薬「薬用シュミテクト」（2005年8月1日 - ）
- マンダム「ギャツビー」（染めちょろりん篇）（髪型きめて篇）（2006年2月3日 - ） - ナレーション
- 第一三共ヘルスケア 「パテックス」（2007年8月18日 - ） - 「朝に語る人」として
- 全日本あか毛和牛協会（2014年 - ）